# Персин (вещество)

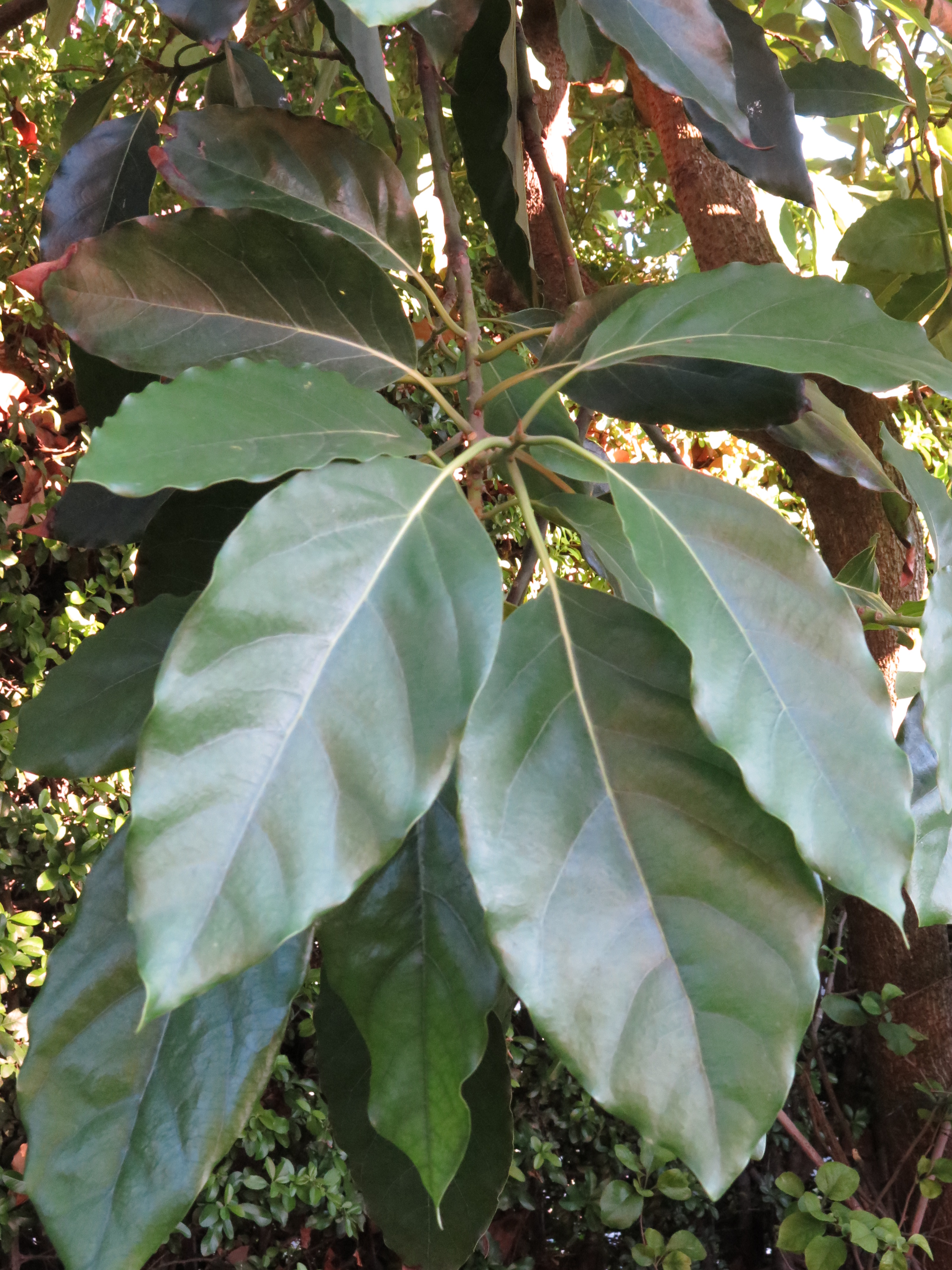
Листья авокадо.

Персин — вещество растительного происхождения, фунгицидный токсин, содержащийся в авокадо. Персин является жирорастворимым веществом, структурно напоминает жирную кислоту. Это соединение также обладает инсектицидными свойствами. 

## Токсичность
Персин содержится в семени авокадо и проникает оттуда в тело плода, однако концентрация персина в теле плода низкая и считается безвредной для человека. В основном эффект персина у человека проявляется в виде аллергической реакции. Вещество токсично для домашних животных и может быть опасно в случае потребления персина в виде листьев, коры дерева или кожуры и семени плода авокадо.
Клинические признаки у собак характеризуются легкими желудочно-кишечными симптомами, включая анорексию, раздражение желудочно-кишечного тракта, рвоту, диарею, вздутие живота и непроходимость в пищеводе, желудке или кишечнике при проглатывании крупной косточки авокадо. 
Собаки, проглотившие большое количество авокадо, могут подвергаться риску панкреатита, дыхательной недостаточности, гидроперикарда и даже смерти. 
Хотя токсичность для собак считается низкой, повреждение миокарда при гистопатологическом исследовании сердечной ткани, а также застой и воспаление в печени и почках были зарегистрированы у двух собак. Эти посмертные находки были признаны очень схожими с таковыми у коз, овец и лошадей, отравленных авокадо. 
В Италии был зарегистрирован случай отравления кошки. У кошек клинические признаки схожи с описанными у собак. 

## Патология у животных
При потреблении листьев или коры дерева авокадо или кожуры и семени плода токсичность персина может проявляться следующим образом:
- У птиц, которые особенно чувствительны к токсину, симптомы включают повышенное сердцебиение, повреждение миокарда, затруднённое дыхание, неопрятное оперение, беспокойство и апатию. Высокие дозы приводят к острому дыхательному синдрому асфиксии, смерть наступает через 12-24 часа после попадания токсина в организм.
- У кормящих кроликов и мышей возникает неинфекционный мастит и потеря молока после поедания листьев или коры.
- У кроликов возникает сердечная аритмия, подчелюстной отёк и смерть.
- У коров и коз: неинфекционный мастит и потеря молока.
- У лошадей клинические симптомы наблюдаются в основном у кобыл: неинфекционный мастит, а также гастрит и колит.
- У кошек и собак: умеренные нарушения работы желудка с потенциальным повреждением сердца
- Похожие симптомы могут проявляться у зайцев, свиней, овец, страусов, кур, индюшек и рыб. Летальня доза неизвестна. Эффект отличается у разных животных[5].
- Мыши: нелетальное повреждение лактирующих молочных желез при дозе 60-100 мг/кг персина. Некроз сердечной мышцы наступает при дозе 100 мг/кг персина. Летальная доза — 200 мг/кг персина[1].